# Красноярське (Євпаторійський район)
Красноя́рське (до 1948 року — Донузла́в, крим. Doñuzlav, до середини XIX століття — Мєчі́т-Донузла́в) — село Євпаторійського району Автономної Республіки Крим. Розташоване на півночі району.
Відстань від райцентру до населеного пункта становить 36 кілометрів по прямій.
У 2023 році у проєкті Постанови Верховної Ради України «Про перейменування деяких населених пунктів Автономної Республіки Крим» село запропоновано перейменувати на Донузлав.

## Персоналії
- Болгарин Ігор Якович (* 1929) — радянський, російський письменник, режисер, сценарист, педагог.